# Thomas Elyot
Sir Thomas Elyot (Wiltshire, 1499 – Carleton, 10 maart 1546) was een Engels geleerde en diplomaat.

## Levensloop
Elyot schreef een Latijns-Engels woordenboek en ontwikkelde nieuwe ideeën over opvoeding, die gebaseerd waren op het gedachtegoed van Plato. Met zijn vertaling van Plato en Isocrates heeft hij een grote bijdrage geleverd aan de bekendheid van de klassieke letteren in Engeland.

## Werken (selectie)
- 1531: The Boke named the Governour
- 1533: The Knowledge which maketh a Wise Man and Pasquyll the Playne
- 1534: The Bankette of Sapience
- 1536: The Castell of Helth
- 1538: Latin Dictionary
- 1540: The Defence of Good Women
- 1545: Preservative agaynste Deth